# Lina Cretet
 (octobre 2023).
Lina Cretet, née Lina Varenne le 10 septembre 1931 à Vaulx-en-Velin et morte le 1er septembre 2001 dans le 9e arrondissement de Lyon, est une ouvrière textile, militante syndicale et dirigeante de la CGT à la Rhodiacéta, et conseillère municipale de Lyon.

## Biographie

### Jeunesse
Lina Cretet commence à travailler dès l’âge de 15 ans à l’atelier de fabrication de tulle comme ourdisseuse, métier qui consistait à préparer les fils de la chaîne avant de les placer sur le métier à tisser.

### Début du militantisme
À 22 ans, elle est embauchée à la Rhodia (comme on l’appelait familièrement), à Vaise. La société Rhodiacéta (du latin Rhodanus, « le Rhône », et seta, « la soie ») est une société industrielle fondée en 1922, par l'association du Comptoir des soies artificielles avec les usines du Rhône. Malgré une bonne ambiance entre les ouvriers et ouvrières, ce nouvel emploi constitue un choc pour Lina Cretet puisque le travail est très différent de son expérience en atelier : longues files d’attentes, chaleur, bruits, travail à la chaîne, travail de nuit, pointage, demande de productivité, et surtout une activité moins intéressante, monotone qu’elle a du mal à accepter. Selon elle : 
« En fait à la Rhodia, ce sont les primes s’ajoutant au salaire de base (prime d’ancienneté et surtout prime d’intéressement) qui permettaient de gagner plus d’argent. Mais en contrepartie, le travail était moins intéressant. On ne voyait jamais finir ce que l’on commençait, et si l’on demandait à quoi servait ce que l’on faisait, on nous répondait qu’on n’était pas là pour penser, mais pour faire ce que l’on nous disait de faire. »
C’est alors qu’elle adhère à la Confédération générale du travail (CGT). Elle devient rapidement déléguée du personnel « avant tout pour défendre les ouvriers ». Lina Cretet se confronte à ce moment-là à un milieu masculin perplexe et dubitatif qui n’est pas prêt à lui laisser une place. Le scepticisme se dissipe lorsque les ouvrières s’associent aux luttes auxquelles elles ne participaient pas auparavant. Ils et elles organisent des grèves limitées afin que tout le monde puisse y participer.
À partir de 1948, Lina Cretet milite à Amitié et nature, une branche de la Fédération sportive et gymnique du travail (FSGT) qui sera pour elle un réel lieu de rencontres, et de débats. Elle y rencontre également son mari Roger. Elle a un parcours dense : membre du conseil fédéral de la Fédération textile en 1956, membre de sa commission féminine où elle devient titulaire en 1958. C'est aussi en 1958, à la suite des évènements de Budapest, qu'elle prend sa carte au Parti communiste. Lina Cretet souhaite en effet prouver que la démarche du PCF diffère de l'autoritarisme soviétique. Elle est ensuite élue au bureau fédéral en 1962 où elle siège jusqu’en 1966 avant de redevenir membre de la commission exécutive fédérale jusqu’en 1971. Elle dirigera également la grande grève de 1967.

### La grève de 1967[5]
La Rhodiacéta est fragilisée économiquement à la fin des années 1960. 1966 est marquée par l’augmentation des licenciements. Mais c’est surtout en 1967 que la Rhodiacéta va vivre de grands tumultes puisque l’usine va connaître une période de réduction de la production. Il s’agit d’une conséquence inévitable de l'ouverture du Marché commun, selon la direction, qui décide, pour diminuer les coûts fixes, de compter les jours chômés comme jours de congé, et qui annonce un plan de licenciement. Les ouvriers et ouvrières se mettent d’abord en grève à Besançon, et réclament une augmentation des salaires. Ils sont rejoints par l’usine de Vaise qui débraye par solidarité. Un élan de solidarité se met en place dans l’usine et à l’extérieur (roulements du personnel pour occuper une partie de l’usine, préparation pour tous des repas pour le midi et le soir, soutien des commerçants et habitants du quartier de Vaise). La grève dure cinq semaines, et donne lieu à une augmentation des salaires avant que la réduction de la durée hebdomadaire du travail ne les réduise à nouveau. Pour Marc Collin, ancien technicien chimiste au sein de la Rhodia « Ce qui s’est passé en 67, à la Rhodia, a servi de réflexion aussi bien aux syndiqués qu’aux non syndiqués pour les grandes grèves de 68 : les grandes idées de 68 avaient déjà été débattues à la Rhodia en 67. ».

### Une vie de combat
À travers les actions qu’elle a menées, rester aux côtés de ses camarades ouvrières a toujours été primordial pour Lina Cretet, c’est une envie qui aura guidé sa vie. À maintes reprises, elle refuse des avancements de carrières, donc des augmentations de salaire. Elle refuse aussi une place de surveillante, malgré les conseils d’autres délégués CGT qui y voyaient un bon moyen de s’implanter dans une catégorie de salarié où ils étaient mal représentés. Elle gagne en contrepartie l’estime de ses camarades. Enfin, militante communiste active dans le quartier de Vaise depuis 1958, elle est élue conseillère municipale générale de 1977 à 1982. Elle est également dirigeante départementale de la Fédération sportive et gymnique du travail.
Elle meurt à Lyon, en septembre 2001. Un livre retraçant sa vie, Lina Cretet - « Il ne faut jamais se laisser faire » par Gérard Fontaines et Mimmo Pucciarelli, est publié en 2002. Il est le fruit d’entretiens avec Lina Cretet elle-même où elle raconte son engagement avec simplicité. Son récit laisse paraître une certaine quête du bonheur qui a guidé sa vie et qu’elle étend à chacun à travers son envie de défendre.

## Hommage
L'esplanade Lina Cretet se situe dans le 9e arrondissement de Lyon, entre la rue du Sergent Michel Berthet et la rue René Loucheur, non loin d'une des anciennes entrées de la Rhodiacéta.